# Einmal keine Sorgen haben
Einmal keine Sorgen haben ist eine deutsch-österreichische Filmkomödie von Georg Marischka aus dem Jahr 1953. Sie beruht auf Johann Nestroys Posse Einen Jux will er sich machen.

## Handlung
Gemischtwarenhändler Zangler will seine Braut Madame Knorr aus der Stadt zur Hochzeit abholen. Kurz vor der Abreise stellt er den alten Melchior als neuen Hausdiener ein und schickt ihn in die Stadt vor; der bisherige Hausdiener Kraps hat kurzfristig gekündigt. Zangler kündigt an, dass sein kleiner Kommis Weinberl nach der Hochzeit Kompagnon werden wird. Weniger freigiebig verhält er sich seiner Nichte Marie gegenüber. Die liebt den jungen Gustav Sanders, der in Zanglers Augen jedoch keine gute Partie ist, auch wenn er reiche Verwandte in Schweden hat. Während Zangler abreist, fliehen Marie und Gustav in die Stadt, wo sie bei Sanders’ Verwandten oder im schwedischen Konsulat Unterschlupf finden wollen. Das Konsulat ist jedoch geschlossen und auch die Verwandten sind nicht anzutreffen. Beide machen nun aus der Not eine Tugend und gehen ins Theater.
Weinberl und Lehrling Christopherl sind unterdessen ebenfalls in die Stadt aufgebrochen. Weinberl hat sich entschlossen, sich in Abwesenheit seines Herrn und angesichts der Beförderung, die ihm zukünftig noch weniger Freizeit erlauben wird, einen Jux zu machen. Er kleidet sich mit Christoperl fein ein, spaziert durch die Straßen der Stadt und geht essen. Als beide Zangler sehen, fliehen sie in das Haus, in dem Zanglers zukünftige Frau, Madame Knorr, als Modewarenhändlerin arbeitet. Sie geben vor, Kleider für eine Dame bezahlen zu wollen. Es handle sich bei der Dame um Frau Fischer – der erste Name, bei dem Frau Knorr reagiert, da sie Kunden dieses Namens hat. Weinberl gibt vor, mit Frau von Fischer verheiratet zu sein. Diese wiederum erscheint kurz darauf bei Frau Knorr, spielt Weinberls Spiel mit und lässt sich und Frau Knorr von ihm und Christopherl zunächst ins Theater und später in ein Restaurant ausführen.
Im Theater ist auch Herr Zangler mit Melchior angekommen, um nach Marie und Gustav zu suchen. Am Ende landen beide Männer im Restaurant, wo sie am Nebentisch von Weinberl, Christopherl und den Damen Platz nehmen. Weinberl und Christopherl gelingt die Flucht, doch landen sie in dem Mädchenpensionat Blumenblatt, wo Christopherl für Marie gehalten wird. Auch Gustav erscheint in der Pension, um Marie zu retten, während Zangler erscheint, um Marie mit sich zu nehmen. Es kommt zu einem großen Durcheinander, Verfolgungsjagden und Verwechslungen. Am Ende gelingt Marie und Gustav die Flucht, auch wenn beide erkennen, dass ihnen zu einer schnellen Trauung Unterlagen fehlen, die noch in Zanglers Schreibtisch liegen. Beide reisen zurück zum Gemischtwarenladen. Weinberl und Christopherl werden zwar von Frau von Fischer enttarnt, aber nicht verraten. Sie verhilft ihnen zur Flucht und beide eilen ebenfalls zurück zum Laden, um vor Zangler daheim zu sein. Am Laden entdecken sie zwei Einbrecher – Zanglers früheren Hausknecht und seinen Bruder. Weinberl und den hinzugekommenen Marie und Gustav gelingt es, die Einbrecher zu stellen. Zangler will dennoch einer Hochzeit von Marie und Gustav nicht zustimmen. Erst als Madame Knorr seinem Standpunkt beipflichtet, stimmt Zangler einer Ehe zu. Weinberl wird von Zangler zwar keiner Missetat verdächtigt, da er offiziell die ganze Zeit im Laden war und den Einbrecher gestellt hat, doch will er freiwillig kündigen, da am Ende ja doch alles ans Tageslicht kommen werde. Plötzlich erscheint Frau von Fischer, die ihr Herz an Weinberl verloren hat, und zieht ihn schließlich zu sich in die Kutsche.

## Produktion
Einmal keine Sorgen haben beruht lose auf Johann Nestroys Posse Einen Jux will er sich machen, die bereits 1935 unter dem Titel Das Einmaleins der Liebe verfilmt worden war. Im Gegensatz zum Schauspiel wurden unter anderem Namen der Figuren verändert; so heißt August Sonders im Film Gustav Sanders. Auf das Stück wird Bezug genommen, indem Walter Müller zu Beginn des Films die Aufführung des Stücks Einen Jux will er sich machen ankündigt, wobei statt Wenzel Scholz und Johann Nestroy Hans Moser und Walter Müller zu sehen sein werden.
Der Film entstand im Atelier Wien-Schönbrunn mit Außenaufnahmen aus Wien und Umgebung. Im Film sind die Lieder Da sing ich ein Lied und Einen Jux will er sich machen mit Texten von Robert Gilbert zu hören. Die Kostüme schuf Hertha Hareiter, die Filmbauten stammten von Fritz Jüptner-Jonstorff und Alexander Sawczynski. Produzent Günther Stapenhorst übernahm auch die Produktionsleitung. Der Film erlebte am 21. Mai 1953 im Wiesbadener Walhalla seine Uraufführung. In Wien war er erstmals am 22. Mai 1953 zu sehen. Am 27. Juli 1956 lief er auch in den Kinos der DDR an.

## Kritik
„Das runde, turbulente Treiben des Stücks […] wird im Film noch bunter und tollhäusiger, weil doch hier alle Schauplätze schnell wechseln und keine Vorhange das Tempo bremsen“, befand die Berliner Zeitung. Nestroy könnte man zwar „satirischer und schärfer in Szene setzen und dafür einen Schuß kaffeehausgutbürgerliche Wiener Urgemütlichkeit weglassen, aber der gute Klamauk und die witzig-spritzigen Einfälle im guten Volksstück lassen schließlich darüber hinwegsehen.“ „Was einen großen Teil der Zuschauer zu wahren Lachsalven reizt, das ist dick aufgetragener Klamauk, komische Verwechslungen und Mißverständnisse, tolle Verfolgungsszenen, grobe Situationskomik, witzige, aber nur selten geistreiche Wortspielereien usw. Teils beschwingte, teils rührselige Melodien helfen, ein rosafarbenes Bild der verflossenen ‚guten alten Zeit‘ zu zeichnen, wie es zwar nicht die Wirklichkeit trifft, aber der Phantasie jedes Spießers entgegenkommt und sein Herz höher schlagen läßt“, kritisierte das Neue Deutschland, und befand, dass der Film „für das deutsche Lustspiel von heute […] keinerlei gültige Perspektive… zu eröffnen“ vermag. „Daß Regisseur und Autor Georg Marischka diesen Nestroy allzu frei bearbeitet und daraus ein übertrieben turbulentes, mit Radaueffekten angereichertes Filmlustspiel gemacht hat, muß man ihm übelnehmen“, konstatierte die Neue Zeit.
Für den bundesdeutschen film-dienst war Einmal keine Sorgen haben eine „geist- und einfallslose… Verfilmung, deren Komik ausgesprochen verkrampft ausgefallen ist.“ „Man spricht Urwiener Dialekt und betreibt weiche ‚G’spaß-Komik‘, bei der die aufgesetzten Nestroyismen sozusagen unter erhobenem Zeigefinger rezitiert werden“, während Oscar Straus’ Melodien dem Film einen „wohligen rosa Anstrich“ verleihen, fassten die Filmblätter zusammen. Der Spiegel bezeichnete das Stück in Einmal keine Sorgen haben als „behutsam modernisiert und mit Wiener Geschwätzigkeit verfilmt“, wobei das Ergebnis „spezifisch österreichische Komödien-Konfektion“ sei.